# Niels Ditlev Riegels
Niels Ditlev Riegels oprindeligt Niels Ditlev Riegelsen (født 1755 på Søllestedgaard, død 24. august 1802) var en dansk historiker, samfundskritiker og spion.
Niels Ditlev Riegels blev født på Lolland i slægten Riegelsen, der var velhavende handelsmænd med rødder i Nakskov. Faderen Hans Riegelsen var en for handelstanden usædvanlig lærd mand, med en filologisk eksamen og rejser til Europas universiteter bag sig. Moderen var godsejerdatteren Bodil Birgitte Flindt. Familien flyttede i Riegels yngste år til Fyn, men i 1766 flyttede den igen tilbage til herregården Øllingsøegård på Lolland. Moderen døde året efter i 1767, og faderen døde i 1770. Riegels var forældreløs, men havde mange søskende; de to ældste brødre, Andreas Riegelsen og Jacob Riegelsen overtog gården, og børnene delte den store arv.

## Studietid
Faderen havde selv undervist sønnen og havde muligvis videreført sin lyst til studeringer til ham. Hans Riegelsen havde selv drømt om at opnå et professorembede og efterlod en del manuskripter om filologiske værker. Foruden lysten til lærdom har sønnen muligvis også arvet faderens skeptiske natur. I 1770 tog Riegels som den eneste af søskende til København for at studere ved universitetet.
Hans studietid var en af de mest omtumlede perioder i Danmarkshistorien, nemlig tiden omkring Johann Friedrich Struensees magtovertagelse. Struensee afskaffede censuren, og det har spillet en væsentlig rolle for den unge Riegels, hvad hans liv tydeligt viser. 25. juli 1771 bestod Riegels den indledende eksamen eksamen artium og begyndte at studere teologi.
I fakultetet var mange af lærerne teologer af den gamle skole som professor Peder Holm og Nicolai Edinger Balle. Her lærte Riegels af afsky den dogmatiske lærdom, en afsky han bevarede med voksende energi resten af livet. Den yngre dekanus Johan Henrik Tauber underviste bl.a. i den kontroversielle tyske teolog Johann August Ernesti, og den unge og rebelske Riegels fik hurtigt et godt forhold til sin lærer. Riegels viste sig som en lærenem og flittig elev ud over det sædvanlige. Tauber anbefalede bøger til Riegels, der snart kunne kritisere de lærere, der citerede værker uden at angive kilden. Riegels viste sig som en kritisk elev, der åbent tvivlede om de gamle læreres viden, og som skrev en anonym afhandling fyldt med ideer og forbudt fritænkeri. Afhandlingen var rettet mod Balle og en af hans Bibel-udlægninger. Balle, som ikke vidste, hvem der havde skrevet afhandlingen, dedikerede en hel forelæsning til at modsvare denne. Riegels sad på tilhørerrækkerne og overværede den. Det var den første spæde begyndelse på en række orddueller med biskop Balle.
I 1774 debuterede Riegels som forfatter med Kirkehistorie i Tabeller. Det var en litteraturoversigt over kirkehistorien i det 1. århundrede e.Kr. Skriftet rummer endnu intet af den senere kritiske tone. Det indeholdt tværtimod ros af biskop Balles fremstillinger af troen ifølge den officielle teologiske linje. Men det er højst sandsynligt, at det mest var af politiske årsager, for Balle havde forbindelser til regeringen, og forbindelser var vigtige for at stige i graderne i Enevældens tid.

## Udlandsrejse
Riegels tog derefter til Göttingen for at besøge universitetet der. Der fik han øjnene op for den moderne kirkehistorie, som var grundlagt af Johann Lorenz von Mosheim og videreført af Christian Wilhelm Franz Walch. Han fortsatte studierne i Kiel, hvor der blev diskuteret og studeret mere fri af dogmatikken end i København. Her fortsatte Riegels forfatterskabet i 1778 og 1779 i den kirkehistoriske retning med to skrifter på latin om kirkens lærdom i det 6. århundrede e.Kr . Skrifterne blev vel modtaget af den lærde verden, og de lovede godt for den unge forfatter. Han fik også et varmt forhold til prorektoren på universitetet der, tyskeren Johan Andreas Cramer. 

## P.F. Suhm
| Citat                                                        | Ikke mindes jeg nogensinde, at have med saa megen Glæde læst, ja atter læst et Brev som Deres. Af Deres Siels Munterhed slutter jeg til Deres Legems Sundhed. Udødelig er De, mens at De maatte vandre mange Aar iblandt os. Med Dem nedstyrter al Oplysning i Danmark i evig ligegyldighed. | Citat |
| Brev fra N.D. Riegels til P.F. Suhm, sandsynligvis fra 1794. | |       |

I 1779 vendte Riegels tilbage til København. Her indledtes et venskab med historikeren Peter Friderich Suhm, og Riegels gjorde flittig brug af Suhms enorme – næsten offentlige – bibliotek. Suhm delte selv mange af Riegels frisindede holdninger og tanker omkring oplysningen. Suhm havde selv efter Struensees fald gjort opmærksom på muligheden for reformer omkring enevældsstyret ved et åbent brev til kongen, men han blev sat udenfor indflydelse ved Ove Høegh-Guldbergs overtagelse af magten. Han havde senere udgivet den politiske roman Euphron der gennem opdigtede navne viste hvordan statsstyret kunne reformeres, bl.a. ved at oprette en Stænderforsamling og styrke Norges indflydelse på regeringen. Guldberg afviste enhver kritik og antydede at det kunne få følger, hvis han fortsatte med den. Suhm bibeholdt sine frisindede overbevisninger, men sporede det righoldige forfatterskab ind på andre retninger. Riegels kunne hos ham finde en, der delte hans syn på mangen ting, og desuden møde en af de få uafhængige intellektuelle i samtidens Danmark. En rolle han siden selv skulle påtage sig.
Suhm introducerede også Riegels til Drejers Klub i København, hvor de borgerlige intellektuelle mødtes og kunne diskutere presserende spørgsmål uden for kongemagtens rækkevidde. Her mødte Riegels andre litterære personligheder som Knud Lyne Rahbek, Rasmus Nyerup og Tyge Rothe. Og her kunne han opleve den satiriske tone, som han siden selv skulle gøre stor brug af i sine skrifter.

## Hofintriger og kuppet 14. april 1784
| Citat                                                      | Historien har viist, at af alle Dødelige var ingen mere Lidenskabernes Trælle, end uindskrænkede Regentere; naar altsaa de, som omgive Thronerne, skabe, føde og styre Regenternes Lidenskaber, styre de med dem Folket. | Citat |
| N.D. Riegels - Forsøg til Femte Christians Historie, 1792. | |       |

I 1781 blev Riegels ansat som pagehovmester for enkedronning Juliane Marie. Forbindelsen blev muligvis sat i stand ved, den til enkedronningens hof tilknyttede adelige enke Margrethe von der Lühes hjælp. I hvert fald tilegnede Riegels senere et værk til hende. Det var den eneste kvinde foruden enkedronningen, han ærede sådan.
Han fik en bolig i Christiansborg Slot på første etage, etagen under kongens egen bolig. Det var meningen at Riegels skulle fungere som lærer for pagerne ved enkedronningens hof. Han skulle lære dem hoffets manerer, og en skønsom blanding af sprog, historie og anden viden, der kunne være nyttig ved et hof.
Riegels var ikke sen til at lære at gebærde sig ved hoffet. Efter Struensees fald herskede statsminister Ove Høegh-Guldberg med velsignelse af enkedronning Juliane Marie og Arveprins Frederik. Christian 7. var sindssyg og kunne ikke regere, og kronprinsen den senere Frederik 6. var mindreårig. Riegels var tæt på rigets reelle magtcentrum, og han begyndte straks at udtænke planer om at udnytte det. Landets tidligere udenrigsminister grev Andreas Peter Bernstorff havde lige efter Struensees fald prøvet at tage magten, men var blevet udmanøvreret af Høegh-Guldberg og enkedronningen. Fra slutningen af 1772 til 24. april 1773, hvor Bernsdorff havde den fulde magt og senere til 1781, hvor han forgæves kæmpede med Høegh-Guldberg om den, havde han prøvet at mindske enevældens magt igennem en styrkelse af konseillet og kollegierne. Desuden havde Bernsdorff vist sin oplysningsiver ved sine landboreformer på sine godser, der i det store og hele blev brugt som forbillede for de store Landboreformer, der blev sat i værk i slutningen af 1700-tallet. Riegels havde med sin egen reform- og oplysningstanker snart fattet sympati for Bernstorff.
Bernstorff blev afskediget af Høegh-Guldberg og sad i en slags eksil på sine godser i Holsten. Riegels begyndte at arbejde for et regeringsskifte, først og fremmest ved at finde allierede på Christiansborg, som kunne hjælpe ham til forbindelse med Bernstorff og give indtryk af at det var en reel sammensværgelse, han stod for og ikke bare tom snak. Han fandt snart nordmanden Theodor Georg Schlanbusch, der var kammerpage for kronprinsen og vidste, at kronprinsen var utilfreds med situationen på slottet, fordi han var sat uden for indflydelse. Riegels overtalte Schlanbusch til at prøve at opildne den 14-årige kronprins til at modarbejde Høegh-Guldberg. Desuden skrev Riegels til sin gamle ven prorektoren i Kiel J.A. Cramer, som ofte omgikkes Bernstorff, for at få hjælp til at få kontakt med greven. Begge dele lykkedes efter nogen tid. Kronprinsen blev af Schlanbusch opildnet til at virke for en modsammensværgelse, og kronprinsen beordrede Schlanbusch til at sætte ham i kontakt med Bernstorff. Riegels kunne nu triumfere ved gennem Cramer at kunne skabe en sikker postrute for breve til greven. Snart ilede brevene mellem Holsten og Christiansborg, og planerne blev lagt for et endeligt kup.
Riegels måtte dog, selv om han var den egentlige anstifter, snart se sig sat ud på sidelinjen i intrigerne. Han var kun en lille brik i spillet. Han blev brugt som spion på grund af sin nærhed til enkedronningen og sendte breve med oplysninger til Bernstorff. Desuden måtte han spille trofast Høegh-Guldberg-støtte for at vinde hans tillid, og med denne rolle som dobbeltagent var Bernstorff usikker om, hvilken side han var på. Ikke mindst da Schlanbusch, som var kendt som lidt af en drukkenbolt, i 1783 havde snakket over sig til sin kæreste, og hun havde meddelt det videre. For at fjerne mistanken måtte Schlanbusch afskediges. I stedet blev kronprinsens kammerjunker Johan von Bülow kronprinsens fortrolige i spillet, og Riegels blev sat helt uden for spillet.
Efter kronprinsens konfirmation 4. april 1784 kom kuppet den 14. april. Bernstorff blev kaldt tilbage til hoffet og Høegh-Guldberg afskediget. Riegels blev ikke glemt. Som tak for sin rolle i planerne, fik han tildelt en pension på 1200 rigsdaler om året.

## Hofhistoriograficus
Hverken Høegh-Guldberg eller enkedronningen havde mærket noget til Riegels virkelige sympatier, og han fortsatte faktisk i endnu halvanden måned efter kuppet med at være pagehovmester for Juliane Marie, indtil han blev afskediget 30. maj. Riegels havde planer om at beklæde stillingen som hofhistoriograficus, den officielle kongelige historieskriver. Under Høegh-Guldberg blev der genindført censur. Efter kuppet var lovene stadig i kraft, men Bernstorff håndhævede dem ikke, og der var en form for skrivefrihed. Riegels forventede at lovene endeligt ville blive afskaffet og fri presse indført. Riegels ville bevise sit værd som historiker og besluttede sig for at begynde i den helt nære samtid, nemlig med værkerne Forsøg til en upartisk fortælling om forberedelserne, oprindelsen, midlerne og udførelsen af forandringen i ministerium d. 14 april 1784 og Kronprinsens Opdragelseshistorie. Riegels tog sig rollen som historikere seriøst, og lagde ikke meget vægt på at være hofhistoriker. Trods forhaling lykkedes det ham at skaffe en del kilder til perioden. Først i 1787 fik han adgang til en af de centrale kilder, nemlig den tidligere hofhistoriograficus Andreas Hojers manuskript Frederik IV glorwürdigen Leben, og det kun i en stærkt redigeret afskrift. Alligevel fik han sandsynligvis færdiggjort begge sine værker.
Situationen omkring hoffet var ømtålelig med en sindssyg konge, der gennem tiden var blevet manipuleret af mange forskellige, og en kronprins der havde været underkastet Struensees særprægede fortolkning af Jean-Jacques Rousseaus pædagogiske klassiker Emile. At offentliggøre disse omstændigheder var hverken i kronprinsens eller Bernstorffs interesse. Alligevel gik Riegels ufortrødent i gang med at skrive bramfærdig om det hele.
Riegels afleverede manuskripterne af sine værker til Bülow, som i mellemtiden indtog en vigtig position i den nye regering, og han har øjensynligt ikke været begejstret for hvad han læste. I dag eksisterer kun de indledende sider af det første manuskript, resten er forsvundet, sandsynligvis destrueret af Bülow selv.  Kronprinsens Opdragelseshistorie eksisterer stadig i sin helhed, og den afslører interessante detaljer. Generalen, der arresterede Struensee, afsløres som en drikfældig horebuk, og hele regeringen efter Struensee bliver i Riegels skrift kriminaliseret. Det var tydeligt at Riegels efter dette ikke kunne udnævnes til hofhistoriker. I stedet blev Charlotte Dorothea Biehl uofficielt tildelt embedet af Bülow. Men hun skrev ikke udelukkende pæn hofhistorie, men er i dag mest kendt for sine afslørende historier om hoflivet. I modsætning til Riegels' var hendes ikke beregnet til offentliggørelse; de var udelukkende skrevet til vennen Bülows personlige oplysning. I 1787 blev P.F. Suhm udnævnt til officiel hofhistoriker, uden at havde søgt stillingen. Dette skabte ingen skår i forholdet til vennen Riegels, hvilket brevene som de udvekslede tydeligt viser

## Spionen
Riegels havde allerede i en rum tid været den preussiske gesandts budbringer af breve til hoffet, og efter at en ny gesandt grev Jacob Friedrich von Rohde var indsat, havde han knyttet båndet yderligere. De var begge boginteresserede, og Riegels var i stand til at bringe ham med på privatvisitter til Københavns lærde verden, f.eks. til bogsamleren Bolle Willum Luxdorphs hjem, hvor de kunne bese biblioteket. Men Riegels havde en bagtanke med dette: han blev spion endnu engang.
Han kopierede de breve, han fik i hænde og viderebragte samtaler, han havde haft med gesandten til Bernstorff. 27 rapporter er bevaret fra Riegels om den preussiske korrespondance, og han havde desuden chiffernøglen til gesandtens egne breve til den preussiske regering. Denne spionage, og den velvilje, som han skaffede sig hos Bernstorff, kom ham senere til gode under hans yderst samfundskritiske forfatterskab. Desuden gjorde det, at hofhistorierne kun bevirkede, at han blev forbigået i embedet, og ikke retsforfulgt for sine afsløringer, som enhver anden ville være blevet.

## Kirkehistorikeren
Under hele affæren med intrigerne omkring kuppet havde Riegels været flittig som skribent. I 1781 udkom første bind af hans Fuldstændige Kirkehistorie. Værket var en videreførelse og egentlig planlagt som en fuldendelse af hans tidligere kirkehistoriske arbejder. I de første to bind (det andet udkom i 1784 før kuppet i april) fulgte Riegels på sin vis den officielle kirkelige dogmatik, kun med små afstikkere hist og her. Værket var sprænglærd og svært læsbart for den ikke lærde, hvilket medførte et indskrænket salg. Desuden var kirkehistorie ikke særligt populært mere indenfor teologien; det ansås for en forældet gren af videnskaben . Efter tredje bind som udkom i 1786 forlod Riegels kirkehistorien for at kaste sig over andre projekter. Den manglende succes tog Riegels som et personligt nederlag, men i stedet for at blive nedtrykt, vendte han det udad til irritation, som det ses i hans arbejder som samfundskritiker.
I 1785 deltog han i den såkaldte Liturgifejde, hvor den populære teolog Christian Bastholm var kommet med nogle for den ortodokse danske kirkes opfattelse vovede opfordringer til reformer. Det førte til en strid på ord i flyveskrifter mellem Bastholm og biskop Balles tilhængere. Muligvis på grund af kontroverser med Balle fra studietiden, kastede Riegels sig ind i striden på Bastholms side. I det anonyme kampskrift Breve mellem tvende Venner angriber Riegels kirken og foreslår desuden reformer af universitetet og presselovgivningen. Hans tone var hård, og selv om tonen dengang i ordstridigheder ofte var hårdere end dagens offentlige debat, var Riegels alligevel end tand grovere. Lederen af det teologiske fakultet gik til regeringen for at få den formastelige stoppet, men anklagerne blev ikke ført ud i livet. 

## Den opsøgende journalist
I 1786 begyndte Riegels at udgive tidsskriftet Månedsskriftet Kiøbenhavns Skilderie (læs første nummer på wikisource.org). Det var et tidsskrift der med en del inspiration fra Louis-Sébastien Merciers Tableau de Paris (1781-89) skulle beskrive livet i København.  Beskrivelserne var oftest satiriske og de gjorde opmærksom på samfundsproblemer. Mange artikler var også belærende eller direkte moraliserende. Mest skelsættende var Riegels opsøgende og beskrivende artikler. Mens så godt som alle samtidige tidsskrifter udelukkende beskæftigede sig med kulturelle, mest litterære emner, eller blot aftrykte officielle meddelelser, drog Riegels byen rundt og satte fokus på dens vrangsider. I artikler gennemført, som hvad der i dag ville betegnes som opsøgende journalistik, besøgte Riegels bl.a. Børnehuset på Christianshavn fængsel og opdragelsesanstalt, hvor voksne hærdede forbrydere sad bag lås og slå sammen med byens hjemløse og forældreløse børn. Desuden besøgte Riegels det såkaldte Pesthus ved Peblinge Søen. Her var sindslidende anbragt under forfærdelige forhold. Riegels beskrev grundigt forholdene gennem serier af artikler, og han prøvede aktivt at gøre noget for at ændre dem. I forbindelse med Pesthuset grundlagde han en fond, der skulle indsamle penge til at forbedre forholdene for de indsatte, samtidig med at han med sine artikler opstillede regnskaber som viste, hvor få midler der egentlig var var brug for til forbedringer. Hans ihærdighed betalte sig – delvis. Pengene strømmede ind til fonden, men på grund af interne stridigheder i byens og statens administration, blev forbedringerne ikke udført før længe efter Riegels død 
Tidsskriftet blev sammen med kampskrifterne en af Riegels få salgssuccesser. Lige fra de allertidligste numre tog den den københavnske læseverden bladet til sig, og Riegels kunne allerede skrive i det fjerde nummer, endnu før han var begyndt på for sin tid banebrydende opsøgende journalistik : "Den Begierlighed, hvormed Skilderiet er blevet søgt, har i en vis Henseende giort det til Pligt, længere at vedblive, end man havde foresat sig. Man er derved sat istand til at udrette om ikke andet, saa dog dette Gode: at Forlæggeren har kunnet give de Fattige 16 Rdlr. (Rigsdaler) for det udkomne, og selv beholde en ikke ubetydelig Fordeel.".
Det var også i denne periode at han tog navneforandring fra det danske Riegelsen til det mere tyskprægede Riegels.

## Den bitre samfundskritiker
Efter fiaskoerne med hensyn til embedet som hofhistorigraficus og den manglende anerkendelse og salg af kirkehistorien blev tonen stadig mere bitter i Riegels samfundskritiske skrifter. Han kastede sig ud i en mængde fejder og udgav betragtninger over mange forskellige aspekter af enevældens regeringssystem. Set med nutidens øjne var Riegels krav moderne og forud for sin tid: krav om afskaffelse af enevælden og oprettelse af en stænderforsamling, offentliggørelse af statsbudgetterne, fri handel, større offentlig omsorg for de fattige og svage, reformer af universitetet osv. Men Riegels havde en tendens til at blive meget personlig, hadefuld og bitter i formuleringerne. Det sås allerede i hans indledning til tredje bind af kirkehistorien. Regeringen havde økonomisk støttet de to første bind, men havde trukket støtten tilbage inden det tredje. I indledningen til tredje bind, som han selv havde bekostet og stiftet betydelig gæld for at kunne trykke, skriver Riegels en karakteristisk blanding af denne personlige bitterhed og vidtrækkende samfundskritik.
Hovedfjenden for Riegels er Hierarkiet der udnævner personer uden kvalifikationer til højere stillinger udelukkende på grund af deres rang, "Ikke den oplyste, men blinde Adels Aand, og dennes Salighed, Hyklerie og Kryben, hader alt hvad som udspringer af Menneskets egen Granskning, fordi det sætter ham paa et høiere Sted, end Fødsel og Ahner kan føre til. Skulle det frie Menneske ikke ringe agte disse Ahner, naar de ere nøgne for alle Fortienester? [...] Skulde en saadan frie Aand ikke belee Sacristiernes Blendverk, eller ophøie sig over al despotisk Tvang?" og desuden den dogmatiske religions håndhævere: "Derimod lad os see hen paa de henfarne Tider, og da kaste Øiet ud over den Indflydelse, Geistligheden haver havt paa den almindelig Oplysnings Nedtrykkelse, og det vil blive os klart, at geistlige Hieracher først sammenpakkede Mørket over Christenheden, og at verdslige Hierarcher siden have yndet, kuet og værnet om dette Mørke.".
Kritikken af dette hierarki var ikke forkert, for der i enevældens Danmark fandtes et af de mest udviklede rangssystemer. Ni rangklasser inddelt i en meget stor mængde underklasser, hvor enhver præcist vidste, hvor på magtens trin han befandt sig. Riegels kritik var yderst bramfri i et samfund, der endnu ikke officielt havde ophævet censuren. Det gik da også galt med skriftet Julemærker fra Landet og Byen (1790), hvor Riegels, året efter den Franske Revolution, slog til lyd for en indførelse af en stænderforsamling og en omfordeling af skatterne. Regeringen slog til mod skriftet, men da det var anonymt, måtte den anklage udgiveren, bogtrykker Christian Frederik Holm, som nægtede at oplyse hvem forfatteren til skriftet var og derfor selv måtte punge ud til bøden på 200 rigsdaler, som dommen lød på.
Riegel udgav de fleste af sine kampskrifter anonymt, men læserne havde ikke svært ved at gætte forfatteren til dem, fyldt med den samme blanding af lærdom, bitterhed og ekstreme synspunkter. Både Peter Andreas Heiberg og Malthe Conrad Bruun blev inspirerede af hans udgivelser. Heiberg blev endda en nær ven af Riegels og skrev et digt til hans bryllup i 1790 med Henriette Wagner (født 1765 død 2. september 1850).

## Videnskabsmanden og videnskabshistorikeren
I 1785 involverede Riegels sig i endnu en skriftlig fejde. Denne gang handlede det om den langvarige strid mellem kirurger og medicinere. Kirurgerne, som var udsprunget af barberstanden, blev af medicinerne anset som uuddannede praktikere, selv om de netop havde fået deres eget Chirurgiske Akademie, hvor deres fag blev praktiseret på videnskabeligt niveau. I 1785 så det ud til at den medicinske professor Henrich Callisen ville blive udnævnt til generaldirektør til det nye akademi. Det fornyede utilfredsheden indenfor kirurgstanden og kampen blussede op. Riegels gik ind i fejden på kirurgernes side. De ville have en af deres egne Alexander Kølpin udnævnt til stillingen. Riegels anså kirurgernes praktiske håndtering af faget for at være mere videnskabelig end medicinernes teoretiske uddannelse.
Naturforskningen havde Riegels allerede dyrket i Kiel i form af botaniske udflugter med entomologen professor i naturvidenskab Johan Christian Fabricius, der selv havde studeret under grundlæggeren af den systematiske botanik Carl von Linné. Riegels kritiserede anonymt Callisen for at være en inkompetent magtstræber, på trods af at Callisen var en dygtig videnskabsmand. Riegels fik sneget artiklen ind i tidsskriftet Lærde efterretninger uden tidsskriftets bestyrelses viden. Det skabte nye fjender, da bestyrelsen, der bestod af mange af vennerne fra Drejers Klub, bl.a. Knud Lyne Rahbke, ikke var enig med Riegels i situationen. Det førte til, at redaktionen afslørede Riegels som forfatter til artiklen, og der fulgte en del grove menigsudvekslinger, men ikke Riegels eksklution af klubben.
Callisen blev udnævnt som direktør for akademiet, men medlemmerne af det hyrede Riegels som forfatter til et stort anlagt værk om kirurgiens historie. Det blev til Forsøg til chirurgiens historie (1786) og i 1788 den til det internationale marked rettede latinske udgave, De Fatis faustis et infaustis Chirurgiae. I disse værker skildrede Riegels med åbenlys partiskhed, hvordan kirurgien havde måtte kæmpe med den af overtro formørkede medicinske retning., alligevel opnåede han at modtage fornemme udmærkelser fra mange landes statsoverhoveder for sit latinske værk
Det var også i forbindelse med tilknytningen til kirurgerne og det Kirurgiske Akademi at Riegels begyndte at studere anatomi ved dissektioner af lig, både mennesker og dyr, under kyndig vejledning af professor Frederik Christian Winsløw. Han fortsatte denne interesse, da han flyttede til Falster, hvor han indsamlede døde dyr fra bøndergårdene og endog holdt en offentlig dissektion af en gammel udslidt hest for lokale bønder.
Bogen fremkaldte også en litterær strid med dyrlæge og grundlægger af Københavns Veterinærskole Peter Christian Abildgaard, som udmøntede sig i Riegels Brevvexling imellem Abildgaard og Riegels om at studere Dyrenes Anatomie, hvorved Abildgaard replicerede med sit skrift Additamentum XII ad Commentarionem historicam... (12. Tillæg til Historisk Afhandling om Kirurgiens Medgang og Modgang etc).

## Oplysningsmanden
I 1790 forlod Riegels sammen med sin hustru København og flyttede til landsbyen Højet på Falster. Muligvis havde han fået skabt sig for mange fjender i København, og der fandtes ingen af de større adelsslægter som Riegels inderligt hadede på øen, kun borgelige herregårdsejere. Riegels havde købt en gård af rigmanden, købmanden og herregårdsejeren Christian Hincheldey. Den lå lige op til en stor indsø kaldet Noret som fyldte det meste af den sydlige spids af Falster, Bøtø. Riegels udtænkte snart planer for hvordan den sø kunne tømmes og den indvundne jord udlægges til landbrug. Han begyndte at agitere for det og ønskede at skabe et selskab, der kunne finansiere projektet. Han ansøgte også staten om midler til projektet og foretog selv opmålinger af området. Riegels mente, at søen lå højere end havniveauet og at det derfor kun var et spørgsmål om at grave en rende ud til havet den smalle landtange imellem dem.
Efter megen agitation måtte staten give efter og sende en landmåler for i det mindste at lave en indledende undersøgelse. Det blev bondevennen og medlem af Drejers Klub Diderich Adolph Recke, der måtte stå for undersøgelsen. Efter behørige opmålinger konkluderede han, at projektet ikke var gennemførligt, fordi søen ikke lå højt nok over vandoverfladen. Riegels blev rasende og mente, at landmåleren var partisk, fordi han var sendt af Christian Ditlev Reventlow, en af Riegels gamle fjender fra København. Riegels kunne påpege, at opmåleren havde brugt en defekt kikkert til sine opmålinger, hvad Recke måtte indrømme var sandt. Endnu engang måtte han til Falster for at foretage en ny opmåling, og endnu engang konkluderede han, at projektet ikke var muligt.
Riegels måtte acceptere udfaldet. Langt senere, i 1860'erne blev Noret i Bøtø tømt, men det viste sig, at der var brug for konstant udpumpning for at holde området tørt, fordi søen lå for lavt i forhold til havoverfladen. Damppumper var nødvendige, og det viser at projektet faktisk ikke var muligt på Riegels tid, hvor den slags pumper endnu ikke var opfundet.
Litteraten og den senere bogtrykker og forlægger Klaus Henrik Seidelin havde oprettet Maribos Bogsamling i 1795. Det var Danmarks første offentlige provinsbibliotek og det var beregnet på at oplyse almuen i omegnen, og indeholdt flere radikale og samfundskritiske skrifter. Riegels donerede en mængde bøger deriblandt flere af hans egne værker og knyttede samtidig et venskab med Seidelin, der varede ved selv efter Seidelin flyttede til København. 

## Kongehistorikeren
| Citat                                                      | Hvo nægter, at for Enevælden fordrer en saa høi Grad af Viisdom og mandig Retfærdighed, for retteligen og menneskekierligen at bruges og gavne, at Mennesket synes at være skabt for svagt til at bære den? | Citat |
| N.D. Riegels - Forsøg til Femte Christians Historie, 1792. | |       |

Efter endnu et mislykket projekt tog strømmen af skrifter fra Riegels' hånd en smule af. Men han kunne stadig ikke forholde sig passiv, han besluttede at fortsætte sig historiske forfatterskab i stedet med en række kongeskildringer. Det var dog en svær situation at skulle være kildekritisk historiker på en gård på Falster uden direkte adgang til kilder. De officielle arkiver var lukkede for Riegels på grund af hans tidligere fejder. Han ansøgte om at få tilsendt arkivmateriale, men det meste kom ikke, og det han fik blev hurtigt tilbagekaldt. Det blev alligevel til tre store værker om de første enevoldskonger, Forsøg til Femte Christians Historie (1792), Skilderie af Siette Christian (1798) og det ikke færdiggjorte Udkast til Fierde Friderichs Historie efter Høyer (1795-1800).
Sædvanen tro var værkerne yderst kritiske overfor enevoldsmagten og sparede ikke på de slibrige detaljer fra kongernes udskejelser og fejltagelser. Kildemæssigt set var de første værker de bedst gennemarbejdede, for efterhånden som værkerne blev udgivet og det gik op for regeringen, med Bülow som den ansvarlige for arkiverne, hvad Riegels rent faktisk brugte materialet til, tørrede den sidste velvilje ud. Efter udgivelsen af det første værk om Christian 5. hvor Riegels på side 160 direkte skriver at magten skulle gives til stænderne, fordi kongen forvaltede den forkert, fik Riegels en advarsel fra Bülow om at fortsætte i den retning.
Alligevel udgav Riegels ufortrødent sit næste værk om Frederik 4.. De sidste dokumenter blev så tilbagekaldt, og Riegels kunne ikke søge efter erstatninger i Suhms bibliotek, for det var i 1792 solgt til staten. I stedet søgte Riegels efter arkivmateriale rundt på landets herregårde, men der var ikke meget at komme efter. Vennen Suhm kunne yde lidt støtte fra sin egen viden.
Hvis vi ser bort fra kirkehistorien er det først og fremmest for disse kongehistorier Riegels blev husket i sin eftertid. Det er derfor ikke mærkeligt, at den nære eftertid ikke har dømt særligt velvilligt om Riegels, da kongehistorierne er de mest subjektive og mindst lærde af hele hans videnskabelige korpus på grund af kombinationen af manglende kilder og stærk subjektiv stillingtagen. I dag kan kongehistorierne betragtes som et interessant fænomen fra tiden, der viser, hvor langt det faktisk var muligt at drive kritikken, uden at der blev taget korporlige metoder i brug. Riegels samtidige portrætmaleren Hans Hansen skriver i sine dagbøger efter en hel dag hvor han forgæves har søgt efter nogle mæcener i byen: "Løbet næsten heele Byen om for at lede efter Admiral Grev Moltke og Finants-Raad Kaas [Koës], som skal være kommen til Byen, men jeg har ingen af dem kundet finde, man viiste mig fra et Sted til et andet saa lenge at jeg blev vreed for den Tiid, jeg saa unyttig havde spildt, at jeg gik hiem og sadte mig til at læse i Riegelsen 5te Christians Historie, thi naar jeg faaer fat paa denne Bog, saa bliver jeg strax i got humeur.". Det synes som om bøgerne, i kraft af deres bramfri kritik af det bestående, kunne fungere som en slags ventil for frustration hos folk, der ligesom Riegels, følte sig kuet af og samtidig afhængig af de adelige herrer.
Værkerne er også nogle af de i dag mest læsbare af Riegels større værker. Riegels sprog var ofte meget knudret og indforstået, især i kirkehistorierne og de mindre historiske værker, men i kongehistorierne fremlægges begivenhederne med en næsten spændingsromansagtig ligefremhed, og det var nok også en grund til at Hans Hansen kunne slappe af ved læsningen af Femtes Christians historie.

## Sidste år
Riegels sidste år var fyldt med modgang. Hans eneste søn, Jacob Hendrick Riegels, døde i 1796 som firårig. Bernstorff døde i 1797 og kronprinsen overtog magten. Han var af en anden overbevisning end Bernstorff og så ikke nogen fordel ved den stort set frie presse som havde eksisteret i halvandet årti. Han søgte at genindføre censuren. Ofrene blev Malthe Conrad Bruun og Riegels ven Peter Andreas Heiberg. De blev landsforvist for deres regeringskritiske skrifter og en egentlig censur iværksat ved Trykkefrihedsforordningen af 1799.
I 1800 flyttede Riegels med sin hustru til Sorø, hvor han grundlagde en privatskole, Sorø Læreinstitut. Her viderførte han sine oplysningsidéer i skolens opbygning og undervisningsplaner med blandt andet tegning, svømning og Riegels forevisninger af anatomiske studier ved hjælp af dyredissekeringer. Legemlige afstraffelser blev ikke anvendt. Den senere kendte kemiker og professor William Christopher Zeise gik indtil Riegels' død i denne skole.
I 1802 blev Riegels ramt af et slagtilfælde under et besøg hos sognepræsten Blicher i Gundslev på Falster. I 36 timer lå han på dødslejet før han udåndede 24. august. Han blev begravet på Gundslev kirkegård.

## Eftertidens vurderinger af Riegels
Trods Riegels omfangsrige og brede forfatterskab og hans direkte involvering i mange af slutningen af 1700-tallets hændelser og meningskultur, figurerer Riegels kun som en mindre forfatter i størstedelen af eftertiden litteraturhistorier. De landsforviste M.C. Bruun og P.A. Heiberg anerkendes for deres betydelige værker, på trods af at deres forfatterskaber var af langt mindre omfang og bredde. Det skyldes at efter Riegels død blev opfattelsen af ham og hans forfatterskab hurtigt overvejende negativt. Der var stadig i starten af 1800-tallet personer, der som Riegels havde udgangspunktet i 1700-tallets oplysningskultur, såsom Johan Werfel der grundlagde bladet Nyeste Skilderie af Kiøbenhavn (1805) opkaldt efter Riegels gamle tidsskrift. Men andre såsom historikeren Jens Møller, der forsvarede biskop Balle i sin biografi om denne fra 1817, præsenterede Riegels udelukkende fra Balles optik, altså set i et nationalt, konge- og religionstro synspunkt. Det er denne opfattelse der i 1800-tallet var den gængse i litteraturhistorien og den blev videreført af bl.a. litteraturhistorikeren N.M. Petersen i sit værk fra 1870.
P.A. Heibergs produktion er ubetinget af langt højere kvalitet end Riegels'.
Riegels forfatterskab blev overvejende husket for hans kirkehistorie og kongehistorierne og aldrig bedømt i dets helhed. Historikeren Christian Molbech anvendte flittigt Riegels historiske værker som kilder til sine Historiske Aarbøger , men i litteraturhistorierne blev han afskrevet som pamfletskriver.  Fra 1990'erne og frem er der dog sket et omslag i bedømmelsen, først og fremmest med historikeren Henrik Horstbøll der ser Riegels rolle som historiker og politisk teoretiker som i tradition med Niccolò Machiavellis rolle: "Historisk ville han diskutere fyrstens magtudøvelse og de republikanske dyder" . Horstbøll fremhæver at Riegels som uafhængig borgerlig intellektuel problematiserede kongens rolle som "moralsk person" i samfundet, og var derfor yderst politisk relevant. Senere med Morten Petersen i hans upublicerede afhandling fra 2001 Oplysningens gale hund – N.D. Riegels mellem kristendom og fritænkeri ved slutningen af det 18. århundrede der omarbejdet blev udgivet som bogen Oplysningens gale hund – en biografi om Niels Ditlev Riegels i 2003. Her fremhæves Riegels banebrydende arbejde som opsøgende journalist, en del som ikke vedrører bedømmelsen af hans forfatterskab, men som i dag kan ses at være meget forud for sin tid, da det ellers anses for at være Henrik Cavling der indførte denne form for journalistik i Danmark over hundrede år efter Riegels' død.

## Riegels forfatterskab
For en fuldstændig bibliografi over Niels Ditlev Riegels forfatterskab se artiklen Niels Ditlev Riegels (bibliografi)